# Nosologi
Nosologi (grek. nosos, sjukdom, och logos, lära – sjukdomslära) är en medicinsk disciplin inriktad på att klassificera och beskriva sjukdomar. Patologiska "bevis" har stor betydelse för nosologin, som i sin tur är en förutsättning för diagnostik. I nosologin för en sjukdom inkluderas alla indikationer som objektivt kan fastställas eller mätas, men även de ofta förekommande subjektiva beskrivningar som patienter som visar sig ha sjukdomen gett. En nosologi blir officiell genom att experter från flera länder kommer överens om vilka kriterier en sjukdom måste uppfylla. Nosologi avgör dessutom vad som ska klassas som en sjukdom.
Ett förekommande problem är att läkare medvetet eller omedvetet har sin "egen" nosologi. Angående riskerna för att ställa fel diagnoser på grund av läkarens "egen" nosologi när det gäller depressioner och ångesttillstånd skriver överläkaren Pär Svanborg vid Karolinska sjukhusets psykiatriska klinik och professorn och överläkaren Marie Åsberg vid Institutionen för klinisk neurovetenskap, sektionen för psykiatri:
| ” | Varje läkare har sin egen personliga ”bias”. Doktorer har sin egen, privata nosologi och har aldrig exakt samma inre föreställning om en och samma sjukdom – alla konsensusmanifest till trots. Den som till exempel anser att suicidtankar bara förekommer vid depressioner frågar inte om sådana hos en patient, som inte ter sig deprimerad. Den som uppfattar alla psykiska symtom som psykologiskt förståeliga, tenderar kanske att mer inrikta sig på förståelsen, än på ett systematiskt utforskande av symtomens art och grad. Den som en gång fått lära sig att tvångshandlingar är rariteter frågar knappast efter sådana osv. | „ |

De ökade möjligheterna att identifiera de gendefekter som orsakar en sjukdom har resulterat i att flera sjukdomars nosologi reviderats. Ett exempel är Ehlers-Danlos syndrom där specialister från hela världen möttes i Villefranche år 1998 och enades om att banta ned antalet olika typer av syndromet från över tio till sex.